# 村上弘明
村上 弘明（むらかみ ひろあき、1956年〈昭和31年〉12月22日 - ）は、日本の俳優・タレント。本名は同じ。
岩手県陸前高田市広田町出身。宮城県気仙沼高等学校卒業、法政大学法学部政治学科中退。オフィス佐々木、オスカープロモーションを経て、2024年12月1日から芸能事務所HONESTと業務提携となった。

## 来歴
父親は自転車店と三陸海岸でのワカメ養殖業を兼営しており、弘明も家業を手伝っていた。進学校・気仙沼高校に越境入学して卒業。医学部を目指して浪人中、映画館に入り浸って3浪した末に「東京の大学に行って教職課程を履修し故郷に帰って教師になる」と両親に言って法政大学法学部に進学。映画好きの友人が無断で応募した映画『もう頬づえはつかない』のオーディションを受けて主役にキャスティングされそうでされなかったことを切っ掛けに芸能事務所に籍を置く（後述）。
事務所の意向を受け不本意ながら1979年『仮面ライダー (スカイライダー)』主演オーディションに応募し、3,786人の候補者から選出され主人公・筑波洋役でデビュー。役者をしていることを両親に黙っていたが、『仮面ライダー』の放送が始まると露見したため了承されて大学を中退。1980年には、劇場版『仮面ライダー 8人ライダーVS銀河王』にも主演している。
現代劇を中心に活動していたが、1985年の必殺スペシャル第5弾『必殺仕事人意外伝 主水、第七騎兵隊と闘う 大利根ウエスタン月夜』以降、必殺シリーズの花屋（後に鍛冶屋）の政役で出演し、時代劇にも活動の場を広げた。同年、NHK大河ドラマ『春の波涛』を皮切りに、1988年には『武田信玄』で農民から一城主になる武将高坂昌信、1993年の『炎立つ 第二部』では藤原清衡を主演するなど、その後も数作品に出演している（大河ドラマについては後述）。
1987年、映画『極道の妻たちII』での演技が評価され、日本アカデミー賞優秀助演男優賞を受賞する。1989年の鴻上尚史監督のコメディ『ジュリエット・ゲーム』では、国生さゆり演ずるヒロインに一目ぼれし追いかけまわす小学校教師役で主演を務めた。1991年には、アメリカ映画『アイアン・メイズ/ピッツバーグの幻想』に出演し、国際的な活動も開始している。
1992年、藤沢周平の小説『用心棒日月抄』を原作とした金曜時代劇『腕におぼえあり』に主演してシリーズ化された。2005年には近衛十四郎と千葉真一に次ぐ三代目の柳生十兵衛役として、金曜時代劇『柳生十兵衛七番勝負』に主演し、大層好評だったことから第3シーズンまで制作・放映された。このほかにはテレビ朝日の『八丁堀の七人』『銭形平次』などに主演した。
2009年6月、妻がモデル時代に在籍していた縁もありオスカープロモーションへ移籍。
2011年、東日本大震災では、岩手県陸前高田市にある実家が被災した。外出中だった両親は辛うじて九死に一生を得たが、母方の叔父夫婦と従兄弟1人が死亡。実家の建物も半壊し、建て替えを余儀なくされた。地元放送局からの依頼でラジオ生放送で被災者を励ましたり、知人から集めた物資をワゴン車に詰め込んで避難所を訪れたりした。
2012年5月、NHK東日本大震災復興応援ソング「花は咲く」にボーカルとして参加。IBC岩手放送が毎年12月に開催するIBCラジオ・チャリティー・ミュージックソンにも度々ゲスト出演している。2014年より「いわて☆はまらいん大使」を、2016年より「みなと気仙沼大使」を務める。
2018年2月に病院での検査で初期の大腸がんが見つかり、手術を受けていたことを2019年1月に所属事務所が公表した。
2024年8月31日をもって、オスカープロモーションを退社した。
2024年12月1日より芸能事務所HONESTと業務提携を行うこととなった。

## 人物・エピソード
村上は一卵性双生児で、ほかに妹が1人いる。
子供のころは『隠密剣士』が好きで、真似をしておもちゃの刀を振り回すなどしていた。俳優になってからは、『仮面ライダー (スカイライダー)』のメインライターが『隠密剣士』も手掛けた伊上勝であったり、オロナミンCドリンクのCMで『隠密剣士』の制作会社である宣弘社に携わったりなどし、縁を感じたという。
映画が好きで、浪人生時代に『風と共に去りぬ』を観たことがきっかけで映画業界を志した。東京の大学を選んだのも映画業界に触れるためであったが、親には教師になると約束していた。大学生時代はよく映画を鑑賞しており、邦画ではATG作品など社会性のある作品を愛好していた。
1990年、元モデルの田島都と結婚。二男二女あり。妻が野菜の多い手料理をつくることもあって30歳代から食生活の改善を心掛け、漁師町育ちながら苦手だった魚の刺身も好きになった。長男は元俳優の村上由歩。長女は芸能活動をしていないが、両親や弟とともにテレビに出演したことがある。
趣味は、歴史、美術史、陶芸、クラシック音楽、ジャズ、アウトドア。特技は、柔道（弐段）、水泳、スキー。

### デビューについて
「もう頬づえはつかない」のオーディションに主演の男性役で合格したが、数週間後スポーツ紙に「主演は桃井かおりと奥田瑛二」と出た。翌日同映画プロデューサーに会うと「当初主演の男女は新人二人でいくつもりだったが、オーディション後に女性役に桃井かおりの起用が決まり、相手の男役の年齢もキャリアもバランスが悪いとの理由で奥田に変更された」と謝罪をされたとのこと。　
直後、そのプロデューサーから今後のことを尋ねられ「大学で教職は取るつもりですが将来は特に決めていません」と答えたところ、芸能事務所を後日紹介される。その事務所から「大学に行ってもいいから仕事が決まるまでひと月に66,666円払う」と言われ、これまで通りの生活をしながらお金をもらえることに釣られて契約を決めた。

### 『仮面ライダー（スカイライダー）』関連
事務所から「仮面ライダー」シリーズの新作ドラマのオーディションの話をされたが、これまで特撮ヒーローなどは見たことがなかった。このため当初は『仮面ライダー (スカイライダー)』のオーディションには乗り気ではなかったが、事務所から新人なのだから勉強のつもりで受けるよう言われて参加した。
オーディションではバイクの免許が必須要件となっていたが、オーディションに参加した時点では免許を取得していなかった。バイクの試験になり、無免許で乗ったもののブレーキの掛け方がよく判らなくて飛び降り、石ノ森章太郎（仮面ライダーシリーズ原作者）らのいる審査員席にバイクが突っ込んだという。村上はこれでダメかと思ったが、審査員はバイクについては撮影しながら少しずつ練習させることとして最終候補の5人にまで残ることができ、カメラテストへと進む。しかし、村上以外の4人は『スーパーロボット レッドバロン』で2枚目役としてレギュラーを務めていた加藤大樹をはじめ、『恐竜戦隊コセイドン』主演の大西徹也など経験者揃いでカメラテストの結果も素晴らしく、村上以外なら誰でも良しと報告されていたという。
撮影初日は緊張で眠れず遅刻した。スカイライダーは空を飛ぶ仮面ライダーであることから、『スーパーマン』を意識したという。当時としてはかなり大柄な部類だったため、用意できる衣装が体に合わず「衣装部泣かせ」と言われた。
スカイライダーのスーツアクターを務めた中屋敷哲也は同じ岩手県出身であり、自宅の遠かった村上は撮影所から近かった中屋敷宅によく泊まりに行くなど懇意にしていた。中屋敷の隣には殺陣師の岡田勝も住んでおり、中屋敷宅と岡田宅を行き来することもあったという。中屋敷宅から中屋敷の車で撮影所に向かう際、彼からは「主役を事故にあわせず送り届けなければならないから緊張する」との旨の言葉を受け、村上は番組を背負っている立場を自覚するようになったと述べている。
両親には大学を中退していたことを内緒にしていたうえ、「教職を取って田舎に帰る」と言っていたため、『仮面ライダー (スカイライダー)』へ出演していることが近所の人から伝わった際には、故郷に背を向けたという。
後年のインタビューでは、作品を振り返り、路線変更した後半よりも、独自色の強かった前半の方が好きであると述べている。別のインタビューでは、空を飛ぶ設定が最も印象に残っているとしつつも、ドラマに活かされてはいなかったとも述懐している。
後年、『仮面ライダー』での経験は自身のベースになっていると強く意識するようになり、自身の誇りであると述べている。

### 舞台『タンジー』について
1983年にプロレスを題材にした舞台『タンジー』に主演した。この舞台はレスリングで表現することから、本番の半年前から目黒にある女子プロレスのトレーニングジムに通い、体力作りからその後飛び蹴りやボディスラムなどの技をマスターするぐらいのしっかりした訓練を受けた。
稽古をして動きが良くなってくると自然とセリフの言い回しも肌に染み付いて緊張しなくなり、本番では客が沸いて本人も練習時よりテンションが上がった。この舞台は事務所に言われるがままオーディションに参加したものだったが、村上は後年「自分の表現で客の気持ちが動くのを目の当たりにできて本当に嬉しかった。この舞台で初めて演技が楽しいと思えるようになり、僕の役者人生の大きな転機だった」と語っている。ちなみに村上が聞いた話によると、松竹のプロデューサーがたまたまこの舞台の観劇に来ていたらしいことから、その後『必殺仕事人V』への出演が決まったとのこと。

### 時代劇について

#### 髪型
元々岩手の漁師町で育った村上にとって、田舎を感じさせる時代劇はあまり好きではなく、ちょんまげや中剃りも嫌いだった。1980年の『御宿かわせみ』で時代劇ドラマとしては初のレギュラー出演を果たすが、中剃りを経験することなくその後『必殺仕事人V』などに出演。1989年のドラマ『大忠臣蔵』で初めて侍役を演じることになり「いよいよ中剃りか」と覚悟した。しかし村上が撮影現場の床山のところに行くと同作の監督である工藤が現れ、「村上は自毛で行くから」と床山に伝えたことで、村上は中剃りのない髷姿で演じることが決まった。他にも『月影兵庫あばれ旅』『腕におぼえあり』などで侍役を演じたが、いずれも中剃りではない自毛での出演となった。

#### 江戸弁
『御宿かわせみ』ではセリフを江戸弁（江戸言葉）で話すよう指示され、ディレクターから落語家の古今亭志ん朝の録音テープを渡されて「こういう巻き舌でやってくれ」と言われた。しかしこの言い回しが上手くできず、まだ演技にも自信がなかったことから自らの申し出により登場シーンを減らしてもらった。
1985年に『必殺仕事人V』のオファーをもらうが上記の挫折から江戸弁に不安を感じていたところ、プロデューサーから「村上君は時代劇をやる必要はない。現代人が江戸時代にタイムスリップした感じで役をやればいい」と言われ、撮影にすっと入っていくことができたとのこと。
1999年の『髪結い伊三次』の同心・不破友之進役では　それまで避けてきた江戸弁を披露している。これは宇江佐真理の原作が江戸弁で書かれていたためで、村上が江戸弁でやると聞いた当初、先述の『御宿かわせみ』の挫折が蘇り再び不安になった。しかし、歌舞伎の指導もしている人に江戸弁の言い回しを教えてもらったところ、江戸弁の方が友之進が持つ想いやニュアンスを託しやすいことに気付き、苦手だった江戸弁を克服したとのこと。また、2000年に始まった『八丁堀の七人』シリーズでは、リーダー格の与力・青山久蔵役をべらんめえ口調の江戸弁で演じた。当初、久蔵役はべらんめえ口調の設定ではなかったが、撮影前の脚本家との顔合わせの場で村上のマネジャーが提案したことでべらんめえ口調で演じることが決まった。それまで村上は江戸弁を単に方言の一つだと思っていたが、放送開始後「久蔵役の村上が秀逸だ」という評が新聞に載ったり、周りから「久蔵は粋人だ」と言われりしたことで「江戸弁の独特なテンポとリズムによって、江戸っ子ならではの風情や粋な感じを引き出す要因の一つだと気づかされた」とのこと。

#### 大河ドラマ関連
1993年の『炎立つ 第二部』の主演である藤原清衡役を演じた。この役について後に振り返り、「故郷・岩手の最大の偉人であり英雄である藤原清衡を演じられたことは僕にとって格別の役だった」と語った。
1996年の『秀吉』では明智光秀を悲劇的な人物として演じた。撮影前に村上の明智光秀役のオファーを知ったNHKの別番組のディレクターから「光秀と言えば逆賊だ。お前はやるべき役じゃない」と言われた。しかし、後日「秀吉」のディレクターやプロデューサーから「今回の光秀は逆賊のイメージを払拭したい。これは本作品のテーマでもある。だからこそ村上さんにやってほしい」と言われて出演を決めた。これまで村上はヒーロー役や強い役が多かった村上は、「『秀吉』で悲壮感漂う光秀役を演じられたことは役者としていい経験ができたと思っています」と語った。
また、時代考証を担当した小和田哲男の「明智光秀はこれまでの時代劇では悪役が多かったが、歴史的に見れば悪役とはいいがたい面もある。明智役は若くて爽やかで清潔感のある人を」という言葉により配役され、小和田もその演技に「満足した」と語っている。村上が演じていた時期に、光秀の居城である丹波亀山城や首塚（京都府亀岡市宮前町の谷性寺）のあった亀岡を訪れる観光客が増えたと、『京都新聞』が報道した。
『元禄繚乱』（1999年）では徳川綱吉の下で権勢を振るう柳沢吉保を演じた。本作品の共演者にして1975年の大河ドラマ『元禄太平記』で同役を演じた石坂浩二から、「今度の吉保役は（役者にとって）いい役だね。僕が演じた時より面白い役柄になっている」と言われ、演じる上でのモチベーションがさらに上がったという。
2013年の『八重の桜』では松平春嶽を演じ、同作が東日本大震災からの復興のために作られる側面を持つことから、出演を決めたとのことである。

#### 『柳生十兵衛七番勝負』
『柳生十兵衛七番勝負』（2005年）の十兵衛役を演じる上で意識したのは、殺陣などの立ち回りだった。この時の殺陣には村上もアイデアを出し、ただのチャンバラで終わらないよう十兵衛というキャラクターの動きに一つ一つ意味を持たせて作り上げた。後に村上は、「『七番勝負』は、所作も含めて時代劇でのこれまでの集大成と言える作品かもしれない」と答えている。

#### 工藤栄一監督について
多くの時代劇映画やドラマで監督を務めた工藤栄一監督は、村上にとって“時代劇の師”とも呼べる存在である。『必殺仕事人V激闘編』で工藤が手掛ける時代劇に初めて出演した後、先述の『大忠臣蔵』や『月影兵庫あばれ旅』などで共演した。ちなみに村上が人づてに聞いた話によると『必殺仕事人V」で村上が演じた花屋の政が、続編の『必殺仕事人V激闘編』で鍛冶屋に職替えしたのは、工藤が「あいつ（村上）は体がいいから肩を出して野性味を強めた方がいい」との理由で変更されたとのこと。
また、工藤は“いかにも時代劇”という作風を嫌う人だったとのことで、彼の作品に出演した時の村上のセリフは現代寄りの言い回しになっていたという。ちなみに一般的に時代劇の殺陣は重心が重要になるため長身の役者には不向きと言われるが、長身の村上は殺陣師でもある工藤からある撮影現場で「お前立ち回り上手いな」と殺陣を褒められたとのこと。

## 出演

### テレビドラマ
- 仮面ライダー（新）（1979年10月5日 - 1980年10月10日、毎日放送） - 主演・筑波洋 / 仮面ライダー[25]
- 御宿かわせみ（1980年10月 - 1981年3月、NHK総合） - 徳松
- うわさの淑女（1981年4月 - 6月、TBS） - 宗方進一
- 娘が家出した夏 家庭ってなァに?（1981年7月 - 8月、TBS） - 古川
- 太陽にほえろ! 第471話「山さんに任せろ!」（1981年8月、日本テレビ） - 上野
- ザ・サスペンス / 惨事 バスガイドの殺意（1982年9月、TBS） - 高島吉彦
- 噂の刑事トミーとマツ2 第39話「進めトミマツ! 人間戦車だ!!」（1982年12月、TBS） - 矢沢次郎
- 土曜ドラマ（NHK総合）
  - 欲望（1983年3月 - 4月）
  - 兄弟（あにおとうと）（1989年12月） - 健太郎
  - メナムは眠らず（1995年7月） - 主演・村松敏郎
- 銀河テレビ小説（NHK総合）
  - 宵待草（1983年9月 - 10月） - 岩井貞勝
  - 新・青春戯画集（1984年9月） - 島袋莫
  - おとんぼ（1987年10月 - 11月） - 松尾春吉
- 火曜サスペンス劇場（日本テレビ）
  - 妻たちの昼下り（1983年11月） - 赤沢貞夫
  - 情事の報酬（1984年5月） - 白須四郎
  - 真夜中の妻たち（1984年7月） - 赤沢貞夫
  - 花嫁は眠れない（1987年6月） - 早川晃司
  - 遠い約束（1993年5月） - 主演・城木行人
  - 黒衣の天使（2000年6月） - 百瀬純一
- 木曜9時の女 / 魔性の女シリーズ 妻たちの熱い午後（1984年1月 - 2月、テレビ朝日） - 本庄隼太
- 必殺シリーズ（朝日放送、松竹）
  - 必殺仕事人IV 第14話「主水 節分の豆を食べる」（1984年2月） - 小平次
  - 必殺仕事人意外伝 主水、第七騎兵隊と闘う 大利根ウエスタン月夜（1985年1月） - 花屋の政
  - 必殺仕事人V（1985年1月 - 7月） - 花屋の政
  - 必殺仕事人V・激闘編（1985年11月 - 1986年7月） - 鍛冶屋の政
  - 必殺仕事人V・旋風編（1986年11月 - 1987年3月） - 鍛冶屋の政
  - 新春仕事人スペシャル 必殺忠臣蔵（1987年1月） - 鍛冶屋の政
  - 必殺仕事人V・風雲竜虎編（1987年3月 - 7月） - 鍛冶屋の政
  - 必殺仕事人ワイド 大老殺し 下田港の殺し技珍プレー好プレー（1987年10月） - 鍛冶屋の政
  - 必殺ワイド・新春 久しぶり!主水、夢の初仕事 悪人チェック!!（1988年1月） - 鍛冶屋の政
  - お待たせ必殺ワイド 仕事人vs秘拳三日殺し軍団 主水、競馬で大穴を狙う!?（1988年9月） - 鍛冶屋の政
  - 必殺スペシャル・新春 決定版!大奥、春日野局の秘密 主水、露天風呂で初仕事（1989年1月） - 鍛冶屋の政
  - 必殺スペシャル・春一番 仕事人、京都へ行く 闇討人の謎の首領!（1989年3月） - 鍛冶屋の政
  - 必殺スペシャル・新春 大暴れ仕事人! 横浜異人屋敷の決闘（1990年1月） - 鍛冶屋の政
- 東芝日曜劇場（TBS）
  - うさぎ、はねた!（1984年5月、CBC） - 森田草平
  - プロポーズをもういちど（1985年12月、RKB） 小堀英彦
  - 城 春にして（1986年3月、RKB） - 宮島真太郎
  - あらためて、恋人（1986年3月、RKB） - 藤代誠一
- 土曜ワイド劇場（テレビ朝日）
  - 呪いのマネキン人形（1984年8月） - 松本
  - 森村誠一の背徳の詩集（1992年6月） - 主演・渡瀬克己
  - 松本清張スペシャル・状況曲線（1994年11月） - 主演・大石謙吉
  - 雪の絶唱（1996年3月） - 主演・船越重文
  - 天才・神津恭介の殺人推理 - 主演・神津恭介
    - 天才・神津恭介の殺人推理 時速240km東北新幹線遠隔殺人トリック!（1997年6月）
    - 天才・神津恭介の殺人推理 ふた組の夫婦のからみ合う殺意!（2002年6月）

  - “繭の密室”連続殺人事件（1998年1月） - 主演・貴島柊志
  - 刑事・村上緑子、警察官連続殺人（2003年3月） - 安藤警部
  - 新聞記者 鶴巻吾郎の事件簿 - 主演・鶴巻五郎
    - 新聞記者・鶴巻吾郎（2006年8月）
    - 新聞記者・鶴巻吾郎2 北陸金沢〜加賀温泉郷、山中節殺人事件!（2008年8月）
    - 新聞記者・鶴巻吾郎3 天女伝説殺人事件!（2009年8月）
    - 新聞記者・鶴巻吾郎4 青梅〜磐梯山に徳川埋蔵金を探す（2010年11月）

  - セイアン〜生活安全特捜隊（2014年11月） - 主演・結城公一
- 月曜ワイド劇場 / 非行心療室（1984年9月、テレビ朝日） - 村井
- 大河ドラマ（NHK総合）
  - 春の波涛（1985年1月 - 12月） - 湯浅麟介
  - 武田信玄（1988年1月 - 12月） - 高坂昌信
  - 炎立つ（1993年7月 - 1994年3月） -  主演・藤原清衡
  - 秀吉（1996年1月 - 12月） - 明智光秀
  - 元禄繚乱（1999年1月 - 12月） - 柳沢吉保
  - 八重の桜（2013年） - 松平春嶽
- 連続テレビ小説（NHK総合）
  - 都の風（1986年10月 - 1987年4月） - 吉野雄一郎
  - ゲゲゲの女房（2010年4月 - 9月） - 深沢洋一
- 水曜ドラマスペシャル / 胡桃の家（1987年3月、TBS） - 川島圭一
- 江戸の青春（1987年9月、テレビ朝日） - 主演・秋葉大輔
- 古都（1988年4月、関西テレビ）
- 熱っぽいの!（1988年4月 - 7月、フジテレビ） - 花岡康
- 土曜ドラマスペシャル / ボクの乙女ちっく殺人事件（1988年8月、TBS） - 倉田拳
- 意外とシングルガール（1988年8月 - 9月、TBS） - 津田慎一郎
- 年末年始ホテル物語（1988年12月、TBS） - 主演・嶋村直樹
- 大忠臣蔵（1989年1月、テレビ東京） - 山吉新八郎
- その人の名を知らず（1989年5月、NHK）
- 木曜ゴールデンドラマ / 幸福ホットライン（1989年7月、よみうりテレビ） - 長野隆
- シリーズ・街 / 六本木スキャンダル（1989年8月、テレビ朝日） - 主演・俊介
- 火曜スーパーワイド / 和久峻三の祇園のゲイシャ弁護士II（1989年8月、テレビ朝日） - 城崎慎介
- 月影兵庫あばれ旅（テレビ東京） - 主演・月影兵庫
  - 第1シリーズ（1989年10月 - 12月）
  - 第2シリーズ（1990年10月 - 12月）
- 宮本武蔵（1990年1月、テレビ東京） - 佐々木小次郎
- 白い巨塔（1990年4月、テレビ朝日） - 主演・財前五郎
- ドラマ10 / 熱きまなざし（1990年5月 - 6月、NHK総合） - 主演・旭
- 次郎長三国志（1991年1月、テレビ朝日） - 吉良の仁吉
- 火曜ミステリー劇場 / 弁護士・徳永弓子の証言 富豪美人妻殺人事件（1991年9月、テレビ朝日） - 加賀慎二
- 前畑がんばれ（1991年10月、NHK総合） - 兵藤正彦
- 源氏九郎颯爽記 秘剣揚羽蝶（テレビ朝日） - 主演・源氏九郎
- 海風をつかまえて（1991年10月 - 11月、テレビ東京） - 主演・片桐洋輔
- 微笑み（1991年11月、NHK総合） - 主演・木崎
- …ひとりでいいの（1992年1月 - 3月、日本テレビ） - 津村剛彦
- 腕におぼえあり（NHK総合） - 主演・青江又八郎
  - 第1シリーズ（1992年4月 - 6月）
  - 第2シリーズ（1992年9月 - 11月）
  - 第3シリーズ（1993年1月 - 3月）
- 影狩り（1992年4月、フジテレビ） - 主演・室戸十兵衛
- 徳川武芸帳 柳生三代の剣（1993年1月、テレビ東京） - 柳生十兵衛
- 心の旅シリーズ / 波多町（なみだまち） 前後編（1993年3月、関西テレビ） - 主演・小池
- 闇の狩人（1994年4月、テレビ東京） - 主演・谷川弥太郎（笹尾平三郎）
- 家光謀殺 三代将軍に迫る謎の暗殺軍団!（1995年1月、テレビ東京） - 芥川七郎兵衛
- 月曜ドラマスペシャル（TBS）
  - 北アルプス穂高連峰殺人ルート（1995年7月、TBS） - 主演・紫門一鬼
  - 萩・津和野殺人ライン（1998年7月） - 主演・黒江壮
- 侠客・幡随院長兵衛（1995年10月、テレビ東京） - 主演・幡随院長兵衛
- 陽はまた昇る（1996年3月、フジテレビ） - 主演・中島登
- 炎の奉行 大岡越前守（1997年1月、テレビ東京） - 秋月数馬
- 編笠十兵衛（1997年1月 - 3月、テレビ東京） - 主演・月森十兵衛
- 大追跡! 江戸〜上州〜みちのく〜四国（1997年5月、朝日放送） - 高野長英
- 新・御宿かわせみ（1997年10月 - 12月、テレビ朝日） - 神林東吾
- 奈良へ行くまで 夫が汚職に踏み切る時（1998年2月、テレビ東京） - 平山泰之
- 松本清張サスペンス特別企画・熱い絹（1998年3月、よみうりテレビ） - 山形佐一
- 新選組血風録（1998年10月 - 12月、テレビ朝日） - 土方歳三
- 心室細動（1998年11月、テレビ朝日） - 主演・上原健治
- 髪結い伊三次（1999年4月 - 6月、フジテレビ） - 不破友之進 役
- ザ・ドクター 第10話「一真、ついにトラウマ克服か!?」（1999年9月、TBS） - 高柳竜司 役【友情出演】
- 次郎長三国志（2000年1月、テレビ東京） - 身受山鎌太郎
- 八丁堀の七人（テレビ朝日） - 青山久蔵
  - 第1シリーズ（2000年1月 - 3月）
  - 第2シリーズ（2001年1月 - 3月）
  - 第3シリーズ（2003年1月 - 3月）
  - 大江戸捕物改革 八丁堀の七人（2003年1月 - 3月）
  - 第5シリーズ（2004年1月 - 3月）
  - 第6シリーズ（2005年1月 - 3月）
  - 第7シリーズ（2006年1月 - 3月）
- マッチポイント!（2000年10月 - 12月、NHK総合） - 倉田進
- 死者からの手紙（2001年6月、NHK BShi） - 陣内幹夫
- 女と愛とミステリー（テレビ東京）
  - 天使の傷痕（2001年7月） - 主演・田島伸治
  - 私はやってない!痴漢えん罪殺人連鎖（2002年6月） - 主演・三沢敦
  - 古都奈良殺人ライン〜八木沢警部補の捜査（2004年5月） - 主演・八木沢庄一郎
  - 女の中の二つの顔（2004年8月） - 佐島雅夫
- 旗本退屈男 第3話「どくろ屋敷の謎」（2001年8月、フジテレビ） - 鏑木兵庫
- 金融腐蝕列島 再生（2002年1月、BS-i） - 主演・竹中治夫
- 金曜エンタテイメント→金曜プレステージ（フジテレビ）
  - 津軽海峡ミステリー航路 - 主演・青柳誠
    - 津軽海峡ミステリー航路 函館と青森を結ぶフェリーで起こった動く密室殺人!（2002年2月）
    - 津軽海峡ミステリー航路2（2003年1月）
    - 津軽海峡ミステリー航路3 弘前〜函館殺人海道（2004年2月）
    - 津軽海峡ミステリー航路4 函館〜青森殺人海道（2005年3月）
    - 津軽海峡ミステリー航路5 函館〜青森殺人海道（2006年2月）
    - 津軽海峡ミステリー航路6（2007年2月）
    - 津軽海峡ミステリー航路7（2008年2月）
    - 津軽海峡ミステリー航路8（2009年3月）

  - 黒澤明生誕百年企画 / 悪い奴ほどよく眠る（2010年3月） - 主演・西幸一
  - 第三の女（2011年12月） - 主演・大湖浩平
- 蝉しぐれ 第1話「嵐」、第3話「ふくと文四郎」（2003年8月 - 9月、NHK総合） - 矢田作之丞
- 月曜ミステリー劇場 / 警察庁特別広域捜査官 宮之原警部シリーズ（TBS） - 主演・宮之原昌幸
  - 丹後浦島伝説殺人事件（2003年9月）
  - 菜の花幻想殺人事件（2006年2月）
- 銭形平次（テレビ朝日） - 主演・銭形平次
  - 第1シリーズ（2004年4月 - 6月）
  - 第2シリーズ（2005年7月 - 9月）
- 忠臣蔵 第1話「刃傷 松の廊下」、第3話「赤穂城明渡し」（2004年10月、テレビ朝日） - 脇坂淡路守
- 柳生十兵衛七番勝負（NHK総合） - 主演・柳生十兵衛
  - 柳生十兵衛七番勝負（2005年4月 - 5月）
  - 柳生十兵衛七番勝負 島原の乱（2006年4月 - 5月）
  - 柳生十兵衛七番勝負 最後の闘い（2007年4月）
- 天下騒乱〜徳川三代の陰謀（2006年1月、テレビ東京） - 荒木又右衛門
- 太閤記〜天下を獲った男・秀吉（2006年10月 - 12月、テレビ朝日） - 織田信長
- 火曜ドラマゴールド / 30億円ダイヤ強奪! 保険調査員・村木修介の災難 主演・村木修介
- 刺客請負人（テレビ東京） - 主演・松葉刑部
  - 第1シリーズ（2007年7月 - 9月）
  - 第2シリーズ（2008年7月 - 9月）
- 水曜ミステリー9 / 森村誠一サスペンス 刑事の証明（テレビ東京） - 主演・広瀬和宏
  - 森村誠一サスペンス 警視庁捜査一課殺人班 刑事の証明（2008年7月）
  - 森村誠一サスペンス 刑事の証明 -大都会の死角-（2012年1月）
  - 森村誠一サスペンス 刑事の証明〜人間の十字架（2012年5月）
  - 森村誠一サスペンス 刑事の証明4（2012年10月）
  - 森村誠一サスペンス 刑事の証明5（2013年2月）
  - 森村誠一サスペンス 刑事の証明6（2013年10月）
  - 森村誠一サスペンス 刑事の証明7（2014年4月）
  - 森村誠一サスペンス 刑事の証明8（2014年10月）
  - 森村誠一サスペンス 刑事の証明9（2015年7月）
- 新春ワイド時代劇（テレビ東京）
  - 45周年記念 / 寧々〜おんな太閤記（2009年1月） - 織田信長
  - 大江戸捜査網2015〜隠密同心、悪を斬る!（2015年1月） - 井坂十蔵
- 月曜ゴールデン / 警視庁南平班〜七人の刑事〜（2009年8月、TBS） - 主演・南部平蔵
- 悪党〜重犯罪捜査班（2011年1月 - 3月、朝日放送） - 前島隆造
- ATARU（2012年4月 - 6月、TBS） - ラリー井上
- ATARU お正月SP（2013年1月、TBS） - ラリー井上
- 美しき罠〜残花繚乱〜（2015年1月 - 3月、TBS） - 柏木荘太
- テレビ東京開局50周年特別企画 / 松本清張 黒い画集-草-（2015年3月、テレビ東京） - 主演・沼田一郎
- 松本清張特別企画 喪失の儀礼（2016年3月、テレビ東京） - 主演・大塚京介
- 恋の三陸 列車コンで行こう!（2016年2月- 3月、NHK総合） - 別所正憲
- ドラマスペシャル / ゴールドウーマン（2016年5月、テレビ朝日） - 菊田祐介
- スペシャル時代劇 / 新陰流 上泉伊勢守信綱（2017年3月、BS朝日） - 主演・上泉伊勢守信綱（秀綱）
- 松本清張特別企画 犯罪の回送（2018年7月、テレビ東京） - 主演・田代俊一郎
- 恋はつづくよどこまでも 最終話（2020年3月17日、TBS） - 天堂万里[26]
- ラストライン 刑事 岩倉剛（2020年6月29日、テレビ東京） - 主演・岩倉剛[27]
- 24 JAPAN（2020年10月9日 - 2021年3月26日、テレビ朝日） - 郷中兵輔[28]
- HOTEL -NEXT DOOR-（2022年9月10日 - 10月15日、WOWOW） - 東堂克生（特別出演）
- 終幕のロンド -もう二度と、会えないあなたに-（2025年10月〈予定〉 - 、関西テレビ・フジテレビ） - 御厨剛太郎[29]

### その他のテレビ番組
- 第43回NHK紅白歌合戦（1992年12月31日、NHK総合・ラジオ第1） - 審査員
- NHKスペシャル 病の起源 第6集 アレルギー〜2億年目の免疫異変〜（2008年11月23日、NHK総合） - ナビゲーター
- 第23回JNN共同制作番組 三陸発!世界三大漁場を行く（2013年2月11日、JNN系列各局・IBC岩手放送制作） - ナビゲーター、ナレーター
- テレメンタリースペシャル〜被災地からのメッセージ2014年春〜（2014年3月11日、テレビ朝日） - ナレーター
- ロマン建築の旅（2014年4月15日 - 、BSフジ）
- 5きげんテレビ（2021年1月25日 - 1月28日、テレビ岩手）

### 映画
- もう頬づえはつかない（1979年、ATG）
- 仮面ライダー 8人ライダーVS銀河王（1980年、東映） - 主演・筑波洋 / 仮面ライダー
- ジェラシー・ゲーム（1982年、にっかつ） - 芳賀衛児
- ションベン・ライダー（1983年、東宝） - 金太
- 必殺シリーズ
  - 必殺! ブラウン館の怪物たち（1985年、松竹） - 花屋の政
  - 必殺! III 裏か表か（1986年、松竹） - 鍛冶屋の政
  - 必殺4 恨みはらします（1987年、松竹） - 鍛冶屋の政
  - 必殺!5 黄金の血（1991年、松竹） - 鍛冶屋の政
- プルシアンブルーの肖像（1986年、東宝） - 深見先生
- Let's豪徳寺!（1987年、松竹） - 海老名保
- 極道の妻たちII（1987年、東映） - 木本燎二
- 行き止まりの挽歌 ブレイクアウト（1988年、にっかつ） - 西村幸治
- ジュリエット・ゲーム（1989年、日本ヘラルド映画） - 主演・山崎正彦
- アイアン・メイズ/ピッツバーグの幻想（1991年、UIP） - 杉田 ※米国
- 17才 〜旅立ちのふたり〜（2003年、東映） - 川村聡
- 渋谷物語（2005年、東映） - 主演・安藤昇
- TANNKA 短歌（2006年、東映） - 写真家M
- 裁判員 選ばれ、そして見えてきたもの（2007年、最高裁判所） - 主演・村瀬智昭 ※裁判員制度広報用映画
- 大地の詩 -留岡幸助物語-（2011年、現代ぷろだくしょん） - 主演・留岡幸助
- 今日、恋をはじめます（2012年、東宝） - 椿圭汰
- 恐竜を掘ろう（2013年、東京テアトル）
- 劇場版 ATARU THE FIRST LOVE & THE LAST KILL（2013年、東宝） - ラリー井上
- 偉大なる、しゅららぼん（2014年、東映） - 速水義治
- 万能鑑定士Q -モナ・リザの瞳-（2014年、東宝） - 朝比奈尚幸
- 嘘喰い（2022年、ワーナー・ブラザース映画） - 夜行妃古壱 役[30]
- 釜石ラーメン物語（2023年、ムービー・アクト・プロジェクト）[31]
- 陽が落ちる（2025年、フルモテルモ）[32]

### 舞台
- タンジー（1983年、松竹） - 主演
- 黒蜥蜴（1986年、松竹） - 雨宮潤一
- ハムレット（1990年、松竹） - 主演・ハムレット
- フールズ（1991年、松竹） - 主演・レオン・トルチンスキー
- 腕におぼえあり（2000年、明治座） - 主演・青江又八郎
- 走れ! スミス（2001年・2003年、シアターアプル） - 主演・ジョン・スミス
- 佐々木小次郎（2002年、明治座） - 主演・佐々木小次郎
- 「シェイクスピア物語〜真実の愛〜」〜SHAKESPEARE OF TRUE LOVE〜（2022年4月15日 - 24日、KAAT 神奈川芸術劇場ホール / 5月20日 - 22日ま、森ノ宮ピロティホール） - エセックス卿 役[33]
- 朗読劇 細雪（2024年6月22日・23日、明治座） - 辰雄（長女・鶴子の夫） 役[34]

### 配信ドラマ
- 岩手復興ドラマ 冬のホタル（2017年3月28日配信、YouTube） - ストーリーテラー[35]
- 嘘喰い -鞍馬蘭子篇/梶隆臣篇-（2022年2月11日 - 、dTV） - 夜行妃古壱 役[36]

### ラジオドラマ
- アドベンチャー・ロード / 黄金のアポロ（1986年、NHK-FM） - 主演

### テレビアニメ
- 怪人開発部の黒井津さん 第2話（2022年、朝日放送テレビ） - ナレーション[37]

### ラジオ
- Changeの瞬間 〜がんサバイバーストーリー〜 （2020年7月31日・8月7日、朝日放送ラジオ）[38]
- IBCラジオ・チャリティー・ミュージックソン (毎年12月24日～25日、IBCラジオ)
- 時代劇が好きなのだ!（2023年12月16日、2024年1月6日、1月20日）

### CM
- ポピー：仮面ライダー変身ベルト（1979年 - 1980年）
- 花王：サクセス（1987年）初代イメージキャラクター
- 武田薬品：アリナミンA25（1987年 - 1998年）
- セブン-イレブン（2000年）
- Panasonic：ドルツ（2001年 - 2003年）
- 救心製薬：救心（2007年 - 2011年）
- 総務省：デジサポ岩手（2012年）
- 北日本土地（不動産本舗）：岩手県限定
- メモリアルアシスト：永代供養出張サポート（2022年1月 - ）

### イメージキャラクター
- 近畿日本ツーリスト 40代からのご夫婦旅行 ゆとりっぷ（2000年代初頭）※ 紺野美沙子と夫婦役で共演